# Великобраталовское
Великобраталовское (укр. Великобраталівське) — село на Украине, основано в 1930 году, находится в Любарском районе Житомирской области.
Код КОАТУУ — 1823181202. Население по переписи 2001 года составляет 34 человека. Почтовый индекс — 13112. Телефонный код — 4147. Занимает площадь 3,333 км².

## Адрес местного совета
13113, Житомирская область, Любарский р-н, с.Великий Браталов, ул.Ленина, 2